# Казе Базеђо (Тревизо)
Казе Базеђо је насеље у Италији у округу Тревизо, региону Венето.
Према процени из 2011. у насељу је живело 50 становника. Насеље се налази на надморској висини од 9 м.